# نيكولاس لوديرو
مارسيلو نيكولاس لوديرو بينيتيز (بالإسبانية: Marcelo Nicolás Lodeiro Benítez) (مواليد 21 مارس 1989 في بايساندو) لاعب كرة قدم أوروغواياني يلعب حاليا في نادي أياكس أمستردام الهولندي .

## روابط خارجية
- نيكولاس لوديرو على موقع الاتحاد الدولي (مؤرشف)  (الإنجليزية)
- نيكولاس لوديرو على موقع الدوري الأمريكي (الإنجليزية)
- نيكولاس لوديرو على موقع إي إس بي إن إف سي (الإنجليزية)
- نيكولاس لوديرو على موقع قاعدة بيانات كرة القدم.إي يو (الإنجليزية)
- نيكولاس لوديرو على موقع ناشيونال فوتبول تيمز (الإنجليزية)
- نيكولاس لوديرو على موقع Soccerway.com (الإنجليزية)
- نيكولاس لوديرو على موقع عالم كرة القدم.نت (الإنجليزية)
- نيكولاس لوديرو على موقع كووورة
- نيكولاس لوديرو على موقع أوليمبيديا (الإنجليزية)
- نيكولاس لوديرو على موقع AS.com (الإسبانية)